# COQ3
COQ3 (англ. Coenzyme Q3, methyltransferase) – білок, який кодується однойменним геном, розташованим у людей на 6-й хромосомі. Довжина поліпептидного ланцюга білка становить 369 амінокислот, а молекулярна маса — 41 054.
| 10         |  | 20         |  | 30         |  | 40         |  | 50         |
| ---------- |  | ---------- |  | ---------- |  | ---------- |  | ---------- |
| MWSGRKLGSS |  | GGWFLRVLGP |  | GGCNTKAARP |  | LISSAVYVKN |  | QLSGTLQIKP |
| GVFNEYRTIW |  | FKSYRTIFSC |  | LNRIKSFRYP |  | WARLYSTSQT |  | TVDSGEVKTF |
| LALAHKWWDE |  | QGVYAPLHSM |  | NDLRVPFIRD |  | NLLKTIPNHQ |  | PGKPLLGMKI |
| LDVGCGGGLL |  | TEPLGRLGAS |  | VIGIDPVDEN |  | IKTAQCHKSF |  | DPVLDKRIEY |
| RVCSLEEIVE |  | ETAETFDAVV |  | ASEVVEHVID |  | LETFLQCCCQ |  | VLKPGGSLFI |
| TTINKTQLSY |  | ALGIVFSEQI |  | ASIVPKGTHT |  | WEKFVSPETL |  | ESILESNGLS |
| VQTVVGMLYN |  | PFSGYWHWSE |  | NTSLNYAAYA |  | VKSRVQEHPA |  | SAEFVLKGET |
| EELQANACTN |  | PAVHEKLKK  |  |            |  |            |  |            |

A: Аланін

C: Цистеїн

D: Аспарагінова кислота

E: Глутамінова кислота

F: Фенілаланін

G: Гліцин

H: Гістидин

I: Ізолейцин

K: Лізин

L: Лейцин

M: Метіонін

N: Аспарагін

P: Пролін

Q: Глутамін

R: Аргінін

S: Серин

T: Треонін

V: Валін

W: Триптофан

Кодований геном білок за функціями належить до трансфераз, метилтрансфераз. 
Задіяний у такому біологічному процесі, як ацетилювання. 
Білок має сайт для зв'язування з S-аденозил-L-метіоніном. 
Локалізований у мембрані, мітохондрії, внутрішній мембрані мітохондрії.